# 義神星
義神星（5 Astraea），平均直徑119千米，由卡尔·路德维希·亨克於1845年12月8日發現，是第五顆被發現的小行星。

## 發現和命名
早期發現的小行星大多以希臘神話中的女神來命名，阿斯特莉亞為宙斯與忒弥斯所生的正義女神。中文譯為義神星。
亨克是個任職於郵局的業餘天文愛好者，他在尋找灶神星時發現了義神星，這發現更令他獲普魯士國王腓特烈·威廉四世頒贈獎金。他後來再發現小行星6。

## 特徵
義神星是顆頗大的小行星，它的反照率甚高，其成分可能是鎳－鐵與硅酸鎂及硅酸鐵的混合物。測光發現它是逆向自轉。義神星沒有太大的特色，然而它是自發現首四顆小行星38年後再發現的小行星，打破了當時認為太陽系只有四顆小行星的說法。